# Sherwin Seedorf
Sherwin Dandery Seedorf (17 maart 1998) is een Nederlands voetballer die als linksbuiten speelt. Hij is een neef van Clarence Seedorf en Chedric Seedorf.

## Carrière
Sherwin Seedorf speelde in de jeugd van Feyenoord, SBV Excelsior en NAC Breda. Hier werd hij in 2016 weggestuurd, waarna hij via de Nike Academy een contract bij Wolverhampton Wanderers FC kreeg. De eerste helft van het seizoen 2018/19 wordt hij verhuurd aan Bradford City AFC, wat in de Football League One uitkomt. Hij debuteerde op 4 augustus 2018, in de met 0-1 gewonnen uitwedstrijd tegen Shrewsbury Town FC. Seedorf kwam in de 86e minuut in het veld voor Hope Akpan. In januari 2019 werd Seedorf verhuurd aan FC Jumilla in Spanje. In juli 2019 stapt hij over naar Motherwell FC in Schotland.